# Husnäsasjön
Husnäsasjön är en sjö i Eksjö kommun i Småland och ingår i Emåns huvudavrinningsområde. Sjön har en area på 0,228 kvadratkilometer och ligger 187,8 meter över havet. Sjön avvattnas av vattendraget Pauliströmsån.

## Delavrinningsområde
Husnäsasjön ingår i det delavrinningsområde (637608-147782) som SMHI kallar för Utloppet av Husnäsasjön. Avrinningsområdets medelhöjd är 215 meter över havet och ytan är 11,89 kvadratkilometer. Räknas de 8 delavrinningsområdena uppströms in blir den ackumulerade arean 147,07 kvadratkilometer. Pauliströmsån som avvattnar avrinningsområdet har biflödesordning 2, vilket innebär att vattnet flödar genom totalt 2 vattendrag innan det når havet efter 137 kilometer. Delavrinningsområdet består mestadels av skog (74 procent) och jordbruk (11 procent). Avrinningsområdet har 0,23 kvadratkilometer vattenytor vilket ger det en sjöprocent på 1,9 procent.